# Megalonibea fusca
Megalonibea fusca és una espècie de peix de la família dels esciènids i de l'ordre dels perciformes.

## Morfologia
- Els mascles poden assolir 143 cm de longitud total.[4][5]

## Hàbitat
És un peix marí, de clima temperat i bentopelàgic.

## Distribució geogràfica
Es troba al mar de la Xina Oriental.

## Observacions
És inofensiu per als humans.